# Brandon Boston Jr.
Brandon Elliot Boston Jr. (Norcross, 2001. november 28. –) amerikai kosárlabdázó, a National Basketball Associationben (NBA) szereplő Los Angeles Clippers játékosa. Egyetemen a Kentucky Wildcats csapatában játszott.

## Középiskolai pályafutása
Boston először a Norcross Középiskolába járt, Georgiában, mielőtt a Sierra Canyon Schoolba váltott volna, Los Angelesbe, 2019-ben. Itt együtt játszott LeBron James fiával Bronny Jamesszel és Dwyane Wade fiával Zaire Wade-del. Utolsó szezonjában a Norcrosszal 18,4 pontot és 5,4 gólpasszt átlagolt.
Kiválasztották a lemondott 2020-as McDonald’s All-American és a Jordan Brand Classic gálákra.

### Utánpótlás értékelése
Ötcsillagos utánpótlás-játékosnak számított, a Kentucky Egyetemen játszott kosárlabdát.
| Név                                                        | Szülőváros                                                        | Középiskola               | Magasság       | Súly           | Döntés dátuma    |
| ---------------------------------------------------------- | ----------------------------------------------------------------- | ------------------------- | -------------- | -------------- | ---------------- |
| Brandon Boston Jr. SG                                      | Norcross, GA                                                      | Sierra Canyon School (CA) | 6' 6" (1.98 m) | 175 lb (79 kg) | 2019. július 27. |
| Brandon Boston Jr. SG                                      | Értékelés: Scout: N/A Rivals: 247Sports: ESPN: ESPN-értékelés: 96 |                           |                |                |                  |
| Általános országos rang: Rivals: 5. 247Sports: 6. ESPN: 7. |                                                                   |                           |                |                |                  |

## Egyetemi pályafutása
2020. november 25-én mutatkozott be, 15 pontot és 7 gólpasszt szerzett a Morehead State elleni 81–45 arányú győzelem során. A szezon utolsó mérkőzésén a South Carolina ellen 21 pontja volt. Elsőévesként 11,5 pontot és 4,5 lepattanót átlagolt. 2021. március 20-án bejelentette, hogy részt vesz a 2021-es NBA-drafton.

## Profi pályafutása

### Los Angeles Clippers (2021–napjainkig)
Bostont a 2021-es NBA-draft második körében választotta, az 51. választással a Memphis Grizzlies, majd a Los Angeles Clippers-be küldték a New Orleans Pelicans csapatán keresztül.
Bostont a szezon elején a Clippers G-League-csapatába, az Agua Caliente Clippers-be küldték.

## Statisztikák

### Egyetem
| Év        | Csapat   | JM | KM | JP/M | MG%  | 3P%  | BD%  | LP/M | GP/M | L/M | B/M | P/M  |
| --------- | -------- | -- | -- | ---- | ---- | ---- | ---- | ---- | ---- | --- | --- | ---- |
| 2020–2021 | Kentucky | 25 | 24 | 30,3 | .355 | .300 | .785 | 4,5  | 1,6  | 1,3 | 0,2 | 11,5 |

### NBA

#### Alapszakasz
| Év        | Csapat               | JM  | KM | JP/M | MG%  | 3P%  | BD%  | LP/M | GP/M | L/M | B/M | P/M  |
| --------- | -------------------- | --- | -- | ---- | ---- | ---- | ---- | ---- | ---- | --- | --- | ---- |
| 2021–2022 | Los Angeles Clippers | 51  | 0  | 14,9 | .385 | .306 | .819 | 2,2  | 1,0  | 0,5 | 0,3 | 6,7  |
| 2022–2023 | Los Angeles Clippers | 22  | 1  | 11,3 | .418 | .414 | .763 | 1,4  | 0,9  | 0,4 | 0,0 | 6,5  |
| 2023–2024 | Los Angeles Clippers | 32  | 0  | 10,8 | .404 | .269 | .697 | 1,6  | 0,4  | 0,3 | 0,3 | 5,2  |
| 2024–2025 | New Orleans Pelicans | 42  | 10 | 23,6 | .436 | .350 | .788 | 3,2  | 2,2  | 1,3 | 0,2 | 10,7 |
| Karrier   | Karrier              | 147 | 11 | 16,0 | .412 | .328 | .781 | 2,2  | 1,2  | 0,7 | 0,2 | 7,5  |

#### Rájátszás
| Év      | Csapat               | JM | KM | JP/M | MG%  | 3P% | BD%  | LP/M | GP/M | L/M | B/M | P/M |
| ------- | -------------------- | -- | -- | ---- | ---- | --- | ---- | ---- | ---- | --- | --- | --- |
| 2023    | Los Angeles Clippers | 1  | 0  | 1,0  | –    | –   | –    | 0,0  | 0,0  | 0,0 | 0,0 | 0,0 |
| 2024    | Los Angeles Clippers | 3  | 0  | 3,3  | .500 | –   | .500 | 0,7  | 0,3  | 0,0 | 0,0 | 1,7 |
| Karrier | Karrier              | 4  | 0  | 2,8  | .500 | –   | .500 | 0,5  | 0,3  | 0,0 | 0,0 | 1,3 |

## Magánélete
Egy edzés után csapattársával, Terrence Clarke-kal tartott haza, 2021. április 22-én. Clarke túl gyorsan vezetett, mikor áthaladt egy piros lámpán, eltalálva egy másik autót, amely éppen balra fordult, majd nekicsapódott egy oszlopnak és egy falnak. Clarke, aki egyedül tartózkodott az autóban meghalt, míg Boston a mögötte lévő autóból követte végig a balesetet apjával és Clarke anyjával.
Mérkőzések közben cipőjében egy dollárt tart.